# Lorimer Johnston
Lorimer Johnston (2 de noviembre de 1858 – 20 de febrero de 1941) fue un actor, director y guionista cinematográfico de nacionalidad estadounidense, activo principalmente en la época del cine mudo. 

## Biografía
Su nombre completo era Lorimer George Johnston, y nació en Maysville, Kentucky. Trabajó, como actor o director, en más de 60 filmes, escribiendo además el guion de doce producciones, casi todas ellas cortometrajes. Destacan, de entre las producciones que dirigió, los filmes de 1913 For the Crown y For the Flag. A lo largo de su trayectoria tuvo la oportunidad de trabajar con intérpretes como Charlotte Burton.
Al final de su carrera, Johnston actuó en diferentes películas sonoras, entre ellas las dedicadas a la figura de Frankenstein The Ghost of Frankenstein y Son of Frankenstein.
Lorimer Johnston falleció en Hollywood (California) en 1941. Había estado casado con la actriz y guionista Caroline Cooke, que también había trabajado en el cine mudo.

## Filmografía completa

### Director
- The Understudy (1913)
- The Sands of Time (1913)
- The Food Chopper War (1913)
- A Lucky Mistake (1913)
- Love, the Winner (1913)
- Truth in the Wilderness (1913)
- Tom Blake's Redemption, codirigida con Albert W. Hale (1913)
- The Scapegoat (1913)
- The Adventures of Jacques (1913)
- For the Flag (1913)
- Jack Meets His Waterloo (1913)
- For the Crown (1913)
- Calamity Anne, Heroine (1913)
- Hidden Treasure Ranch (1913)
- Vengeance (1913)
- In the Mountains of Virginia (1913)
- In the Days of Trajan (1913)
- The Girl and the Greaser (1913)
- The Haunted House (1913)
- An Assisted Proposal (1913)
- At Midnight (1913)
- The Occult (1913)
- American Born (1913)
- Trapped in a Forest Fire (1913)
- His First Case (1913)
- Personal Magnetism (1913)
- The Rose of San Juan (1913)
- The Power of Light (1914)
- The Son of Thomas Gray (1914)
- Destinies Fulfilled (1914)
- At the Potter's Wheel (1914)
- A Blowout at Santa Banana (1914)
- True Western Hearts (1914)
- The Cricket on the Hearth (1914)
- The 'Pote Lariat' of the Flying A (1914)
- The Crucible (1914)
- A Child of the Desert' (1914)
- The Call of the Traumerei, codirigida con Jacques Jaccard (1914)
- A Story of Little Italy (1914)
- The Coming of the Padres (1914)
- The Turning Point (1914)
- The Certainty of Man (1914)
- The Last Supper (1914)
- The Widow's Investment (1914)
- Thirty Minutes of Melodrama (1914)
- The Envoy Extraordinary (1914)
- His Heart His Hand and His Sword, codirigida con George P. Hamilton (1914)
- The Laugh That Died (1915)
- The Unhidden Treasure (1915)
- The Heart Breaker (1915)
- The Memory Tree (1915)
- Life's Yesterdays (1915)
- The Tigress (1915)
- Hearts Ablaze (1915)
- The Unforgiven (1915)
- A Story of the Rand (1916)
- The Silver Wolf (1916)
- The Illicit Liquor Seller (1916)
- The Splendid Waster (1916)
- Gloria (1916)
- A Tragedy of the Veld (1916)
- The Gun-Runner (1916)
- Sonny's Little Bit (1917)
- Breezy Jim (1919)
- Devil McCare (1919)
- The Cricket on the Hearth (1923)

### Actor
- Tangled Threads, de Allan Forrest (1917)
- The Strangers' Banquet, de Marshall Neilan (1922)
- The Cricket on the Hearth, de Lorimer Johnston (1923)
- Scaramouche, de Rex Ingram (1923)
- Ruth of the Range, de Ernest C. Warde, Frank Leon Smith y W. S. Van Dyke (1923)
- The Shadow of the East, de George Archainbaud (1924)
- A Fool's Awakening, de Harold M. Shaw (1924)
- Dante's Inferno, de Henry Otto (1924)
- The Top of the World, de George Melford (1925)
- Enticement, de George Archainbaud (1925)
- Never Too Late, de Forrest Sheldon (1925)
- Keep Going, de Jack Harvey (1925)
- Modern Youth, de Jack Nelson (1926)
- The Bells, de James Young (1926)
- Midnight Rose, de James Young (1928)
- Tarzan the Mighty, de Jack Nelson y Ray Taylor (1928)
- Madame Satan, de Cecil B. DeMille (1930)
- Ex-Flame, de Victor Halperin (1930)
- A Woman Commands, de Paul L. Stein (1932)
- Enter Madame!, de Elliott Nugent (1935)
- Clive of India, de Richard Boleslawski (1935)
- Love Me Forever, de Victor Schertzinger (1935)
- A Feather in Her Hat, de Alfred Santell (1935)
- Crime and Punishment, de Josef von Sternberg (1935)
- Sylvia Scarlett, de George Cukor (1935)
- Little Lord Fauntleroy, de John Cromwell (1936)
- The King Steps Out, de Josef von Sternberg (1936)
- Bunker Bean, de William Hamilton y Edward Killy (1936)
- Son of Frankenstein, de Rowland V. Lee (1939)
- The Great McGinty, de Preston Sturges (1940)

### Guionista
- The Adventures of Jacques, de Lorimer Johnston (1913)
- For the Flag, de Lorimer Johnston (1913)
- For the Crown, de Lorimer Johnston (1913)
- In the Days of Trajan, de Lorimer Johnston (1913)
- At the Potter's Wheel, de Lorimer Johnston (1914)
- The Cricket on the Hearth, de Lorimer Johnston (1914)
- The Coming of the Padres, de Lorimer Johnston (1914)
- The Last Supper, de Lorimer Johnston (1914)
- Samson, de J. Farrell MacDonald (1914)
- The Navy Aviator, de Sydney Ayres (1914)
- The Envoy Extraordinary, de Lorimer Johnston (1914)
- Life's Harmony, de Frank Borzage (1916)

### Productor
- The Light in a Woman's Eyes, de Harry Harvey (1915)